# Daniel Pavlović
Daniel Pavlović, né le 22 avril 1988 à Rorschach, est un footballeur international bosnien, possédant également la citoyenneté suisse et croate. Il évolue au poste de défenseur avec le FC Crotone.

## Carrière en club
Daniel Pavlović découvre le football à Rorschach, puis au FC Saint-Gall, avant d'intégrer le centre de formation du SC Fribourg en 2004. Après une saison passée à jouer avec la deuxième équipe du club du Bade-Wurtemberg, il rejoint la Suisse et le FC Schaffhouse.
En juillet 2009, après un match amical entre le club de Challenge League et le 1.FC Kaiserslautern, il est engagé en prêt par le club militant en 2e Bundesliga. Après la montée en première division, Pavlovic décline l'offre de contrat du club allemand, prétextant n'être pas encore assez bon pour la Bundesliga, et revient en Suisse.
Le défenseur rallie alors, à nouveau sous forme de prêt, le Grasshopper-Club Zurich.
En 2015, Pavlović rejoint sous forme de prêt le club italien de Frosinone, tout juste promu en Série A.

## Statistiques
| Saison                | Club                     | Championnat           | Championnat | Championnat | Coupe(s) nationale(s) | Coupe(s) nationale(s) | Compétition(s) continentale(s) | Compétition(s) continentale(s) | Compétition(s) continentale(s) | Sélection                         | Sélection | Sélection | Total | Total |
| Saison                | Club                     | Division              | M.          | B.          | M.                    | B.                    | Comp.                          | M.                             | B.                             | Équipe                            | M.        | B.        | M.    | B.    |
| 2006-2007             | SC Freiburg II           | Oberliga              | 10          | 0           | -                     | 0                     | -                              | -                              | -                              | -                                 | -         | -         | 10    | 0     |
| Sous-total            | Sous-total               | Sous-total            | 10          | 0           | -                     | 0                     | -                              | -                              | -                              | -                                 | -         | -         | 10    | 0     |
| 2007-2008             | FC Schaffhouse           | Challenge League      | 24          | 1           | 1                     | 0                     | -                              | -                              | -                              | Suisse -21 ans                    | 2         | 0         | 27    | 1     |
| 2008-2009             | FC Schaffhouse           | Challenge League      | 20          | 5           | 1                     | 0                     | -                              | -                              | -                              | Suisse -21 ans                    | 4         | 0         | 25    | 5     |
| 2009-2010             | FC Kaiserslautern (prêt) | 2. Bundesliga         | 14          | 0           | 3                     | 0                     | -                              | -                              | -                              | Suisse -21 ans                    | 6         | 0         | 23    | 0     |
| 2010-2011             | Grasshopper (prêt)       | Super League          | 27          | 2           | 4                     | 1                     | -                              | -                              | -                              | Suisse -21 ans                    | 3         | 0         | 34    | 3     |
| Sous-total            | Sous-total               | Sous-total            | 85          | 8           | 9                     | 1                     | -                              | -                              | -                              | -                                 | 15        | 0         | 109   | 9     |
| 2011-2012             | Grasshopper              | Super League          | 14          | 1           | 2                     | 1                     | -                              | -                              | -                              | -                                 | -         | -         | 16    | 2     |
| 2012-2013             | Grasshopper              | Super League          | 23          | 0           | 4                     | 0                     | -                              | -                              | -                              | -                                 | -         | -         | 27    | 0     |
| 2013-2014             | Grasshopper              | Super League          | 31          | 1           | 4                     | 1                     | C1 C3                          | 2                              | 0                              | -                                 | -         | -         | 39    | 2     |
| 2014-2015             | Grasshopper              | Super League          | 25          | 0           | 4                     | 0                     | C1                             | 2                              | 0                              | -                                 | -         | -         | 31    | 0     |
| 2015-2016             | Frosinone Calcio (prêt)  | Série A               | 22          | 0           | -                     | -                     | -                              | -                              | -                              | -                                 | -         | -         | 22    | 0     |
| Sous-total            | Sous-total               | Sous-total            | 115         | 2           | 14                    | 2                     | -                              | 6                              | 0                              | -                                 | -         | -         | 135   | 4     |
| 2016-2017             | Sampdoria                | Série A               | 9           | 0           | 1                     | 0                     | -                              | -                              | -                              | Bosnie-Herzégovine                | 2         | 0         | 12    | 0     |
| 2017-2018             | Sampdoria                | Série A               | 1           | 0           | -                     | -                     | -                              | -                              | -                              | -                                 | -         | -         | 1     | 0     |
| 2017-2018             | FC Crotone (prêt)        | Série A               | 10          | 0           | -                     | -                     | -                              | -                              | -                              | -                                 | -         | -         | 10    | 0     |
| Sous-total            | Sous-total               | Sous-total            | 20          | 0           | 1                     | 0                     | -                              | -                              | -                              | -                                 | 2         | 0         | 23    | 0     |
| Total sur la carrière | Total sur la carrière    | Total sur la carrière | 230         | 10          | 24                    | 3                     | -                              | 6                              | 0                              | Suisse -21 ans Bosnie-Herzégovine | 15 2      | 0         | 279   | 13    |

## Carrière internationale
Daniel Pavlovic a figuré dans la sélection suisse qui a terminé finaliste de l'Euro espoirs 2011. Il est néanmoins le seul joueur de champ à ne pas être entré en jeu lors de cette phase finale.

## Palmarès

### Titres remportés en sélection nationale
- Suisse espoirs
  - Championnat d'Europe espoirs
    - Finaliste : 2011

### Titres remportés en club
- FC Kaiserslautern
  - 2. Bundesliga
    - Vainqueur : 2010

## Source
- (de) Cet article est partiellement ou en totalité issu de l’article de Wikipédia en allemand intitulé « Daniel Pavlovic » (voir la liste des auteurs).